# Inspizient Zahnmedizin der Bundeswehr
Der Inspizient Zahnmedizin der Bundeswehr (InspizZahnMedBw) führt im Auftrag des Inspekteurs des Sanitätsdienstes die Fachaufsicht über den zahnärztlichen Bereich des Sanitätsdienstes der Bundeswehr. Er repräsentiert als ranghöchster Zahnarzt der Bundeswehr seinen Fachbereich und ist für die zahnärztliche Versorgung in der Bundeswehr verantwortlich. Die Funktion des InspizZahnMedBw wurde 1965 definiert. Seit seiner Einführung bis März 2015 war der Dienstposten für einen Generalarzt (GenArzt) oder Admiralarzt (AdmArzt) vorgesehen; nach März 2015 für einen Zahnarzt im Dienstgrad Oberstarzt oder Flottenarzt (FlArzt). In der derzeit gültigen Struktur ist er gleichzeitig der Unterabteilungsleiter III im Kommando Sanitätsdienst der Bundeswehr.
In seiner Funktion als Inspizient berät er in fachlichen Angelegenheiten den Inspekteur, die General- beziehungsweise Admiralärzte der militärischen Organisationsbereiche sowie den Kommandoarzt des Einsatzführungskommandos der Bundeswehr.

## Dienstposteninhaber

Dienstgradabzeichen eines Admiralarztes (AdmArzt)
hier Zahnmediziner

| 0Dienstgrad0 | Name                  | 0Datum der Berufung | 0Ende der Berufung | 0Herkunft 0Uniformträgerbereich |
| ------------ | --------------------- | ------------------- | ------------------ | ------------------------------- |
| Oberstarzt   | Jürgen Rentschler     | 1. Oktober 2022     |                    | Heer                            |
| FlArzt       | Helfried Bieber       | 1. April 2015       | 30. September 2022 | Marine                          |
| AdmArzt      | Wolfgang Barth        | 1. Juni 2006        | 31. März 2015      | Marine                          |
| AdmArzt      | Günther Brassel       | 1. April 2001       | 31. Mai 2006       | Marine                          |
| GenArzt      | Jürgen Macheleidt     | 1. August 1996      | 31. März 2001      | Heer                            |
| AdmArzt      | Bernd Merkel          | 1. Oktober 1992     | 30. Juni 1996      | Marine                          |
| GenArzt      | Wilfried Möckel       | 1. Oktober 1986     | 30. September 1992 | Luftwaffe                       |
| AdmArzt      | Dieter Nordholz       | 1. April 1984       | 30. September 1986 | Marine                          |
| GenArzt      | Claus-Dieter Schulz   | 1. April 1981       | 31. März 1984      | Heer                            |
| GenArzt      | Günther Popp          | 1. Oktober 1975     | 31. März 1981      | Heer                            |
| GenArzt      | Walter Wackersreuther | 1. Oktober 1972     | 30. September 1975 | Heer                            |
| GenArzt      | Wilhelm Stelter       | 1. April 1970       | 30. September 1972 | Heer                            |
| GenArzt      | Werner Holler         | 16. April 1965      | 31. März 1970      | Heer                            |

## Trivia
Als oberster Zahnmediziner der Bundeswehr im Generalsrang wurde der InspizZahnMedBw scherzhaft als „Goldzahn“ bezeichnet.
Weiterhin ist er ständiger Gast im erweiterten Vorstand der Bundeszahnärztekammer.